# Неси
Неси (известно и като чудовището от Лох Нес) е легендарно същество, което според преданието живее в голямото ледниково езеро Лох Нес в Шотландия.
Първото споменаване на Неси е през 565 г. от монах, който твърди, че е нападнат от него. Съвременният интерес към чудовището датира от 1933 г., когато няколко души уверяват, че са го виждали. Няма сигурни данни относно това съществува ли реално това животно или не, както и за неговите класификация и вид.
Според една от версиите Неси е воден динозавър (плезиозавър). Според други версии е гигантска змиорка, есетра, примитивно китообразно с дълга шия, огромен тюлен; трети вариант предполага, че то не е отделно животно, а плътен пасаж риби, който изглежда и се движи като огромен звяр. Най-известната снимка с автор Робърт Кенет Уилсън, на която се твърди, че е заснето чудовището от Лох Нес, е публикувана в Дейли Мейл на 21 април 1934 г. Оттогава насам има много свидетелства, че съществото е забелязано да показва част от тялото си над водата, направени са множество опити то да бъде открито и уловено. Някои от тези проучвания са направени с помощта на сонари и ехолокатори, които показват, че наистина в дълбините на езерото е възможно да има масивни плаващи предмети.
Водите на езерото Лох Нес са тъмни, студени и на места достигат 250 метра дълбочина, което сериозно затруднява всяко изследване. Съществуват разгорещени спорове относно правдоподобността на легендата. От една страна учените традиционалисти отхвърлят всички сведения за Неси, обяснявайки ги с фалшификации, фантазии и слаба видимост. От друга страна редица други учени и любители-ентусиасти настояват, че и за други легендарни създания е имало сходни съмнения, давайки за пример животни като двойнодишащата риба целокант и гигантския калмар, дълго време третирани като „моряшки суеверия“, но оказали се напълно реални. Същевременно е напълно доказано, че много от свидетелствата за Неси представляват откровени мошеничества, а други успешно са обяснени с банални явления. Съмнения относно възможността Неси да съществува са изказвани главно предвид условията на живот в езерото, за които се предполага, че може да се окажат пагубни за едно голямо животно, а особено – за влечуго. Известни са и други обстоятелства, като например богатият запас от риба в Лох Нес, която би могла да му служи за храна, както и оцеляването на други едри животни в обстановка, сходна с тази в езерото, които карат някои учени да допускат, дори да вярват, че действително там има такова същество, трудно за откриване и наблюдаване, защото рядко или съвсем за кратко се показва над водата и може би прекарва дълго време в летаргия. Допълнителен довод в полза на съществуването на чудовището от Лох Нес някои виждат в наличието на легенди за различни други водни чудовища в разни краища на света – Мокеле-Мбембе, Огопого, Моргар, Чампи (определен като защитен вид), Тианчи и други. Според много други хора обаче Неси е просто един от съвременните митове от популярната култура.

- Езерото Лох Нес
- Статуя на Неси